# Magdalena Kopp
 (mai 2015).
Si vous disposez d'ouvrages ou d'articles de référence ou si vous connaissez des sites web de qualité traitant du thème abordé ici, merci de compléter l'article en donnant les références utiles à sa vérifiabilité et en les liant à la section « Notes et références ».
Pour les articles homonymes, voir Kopp.
Magdalena Cäcilia Kopp, née à Neu-Ulm le 2 avril 1948 et morte le 15 juin 2015  à Francfort, est une militante et terroriste allemande d'extrême gauche qui a été photographe et membre fondatrice des Revolutionäre Zellen (Cellules révolutionnaires).

## Biographie

### Parcours terroriste
Magdalena Kopp a grandi à Neu-Ulm, en Bavière et en Souabe. Fille d'un employé des postes et d'une serveuse, elle grandit dans un environnement conservateur avec des parents électeurs de la CSU et un père ancien nazi.
Elle rencontre au lycée Michel Leiner (1942-2014) qui occupera ensuite une place importante dans sa vie. Elle poursuit des études de Lettres à Berlin de 1967 à 1969 et, diplômée, suit un apprentissage en photographie, puis déménage à Francfort-sur-le-Main où naît sa fille Anna, conçue avec Michel Leiner, directeur artistique chez l'éditeur Red Star, fondé en 1970.
Travaillant comme photographe, elle s'engage alors politiquement dans le mouvement contre la guerre du Viêt Nam qui fait alors de nombreuses victimes, essentiellement civiles.
En 1972-1973, elle quitte son mari pour Johannes Weinrich, cofondateur des Revolutionäre Zellen (RZ), employé de la même maison d'édition, avec qui elle s’installe d'abord à Bochum, avant de partir avec sa fille à Gaiganz, près d'Erlangen, où elle travaille comme photographe pour la librairie et maison d'édition Politladen GmbH dirigée par Gerd-Hinrich Schnepel, qui est étroitement lié aux milieux d'extrême gauche de Francfort. Éditeur le jour, Schnepel est la nuit membre des RZ. 
Parce qu’elle est proche de membres des RZ, on demande à Kopp de se rendre à Londres au début de l’année 1975 pour y enseigner des techniques photographiques à des militants. Elle rencontre Ilich Ramírez Sánchez (Carlos) à cette occasion. En tant que photographe, son rôle est d'apprendre aux militants les techniques de développement pour la fabrication de faux papiers d’identité. Dans le même appartement londonien vivent le libanais Michel Moukarbel, chef du groupe, Hans-Joachim Klein et Wilfried Böse. 
Les policiers français découvrent que Johannes Weinrich, en détention provisoire en RFA depuis mars 1975, est à l’origine des attentats à la roquette commis par des « commandos palestiniens » à l'aéroport d'Orly, le 13 janvier 1975 contre la compagnie aérienne israélienne El Al (trois blessés), puis six jours après contre un avion israélien (vingt blessés). Il a en effet signé les contrats de location pour deux des voitures impliquées dans la tentative d'attentat à Orly.
À Londres, Carlos propose d'enlever contre rançon l’ambassadeur des Émirats arabes unis, mais l’opération, trop difficile, est abandonnée. Michel Moukarbel se rend alors en juin 1975 à Beyrouth pour recevoir de nouvelles instructions auprès de Wadie Haddad. Mais il n’observe pas les règles habituelles de prudence et, de retour de Beyrouth, il est arrêté à l’aéroport par la police française. Le commisssaire Jean Herranz, à la recherche du cerveau du Commando Boudia ayant causé plusieurs morts le 15 septembre 1974 lors de l'attentat du drugstore Publicis, le laisse toutefois repartir, pouvant désormais le pister.
Le lendemain, suivi par la DST, Moukarbel donne rendez-vous dans un café à Carlos, puis rencontre Wilfried Böse dans un autre café, rue de Rivoli. La DST parvient ensuite à le suivre jusque chez Carlos, rue Toullier, où deux policiers trouvent la mort dans une fusillade dont les presses française et européenne s'emparent de façon importante. Le quotidien Libération titre à cette occasion son fameux « Carlos – DST : 3-0 » tandis que la presse britannique s’intéresse quant à elle aux appartements dans lesquels Carlos a vécu à Londres. Après avoir lu que Carlos cachait des armes dans les appartements de ses conquêtes, certaines d’entre elles fouillent chez elles et trouvent parfois de véritables arsenaux.
Une perquisition effectuée le 27 juin 1975 dans un studio de Mme P, rue Amélie à Paris, permet de découvrir des sacs d'armes, munitions et explosifs déposés chez elle le 13 juin 1975 par son amant Carlos, rencontré en juin 1974 dans un cabaret de la rue Monsieur-le-Prince. Ces sacs contiennent une majorité des 75 grenades M26 volées dans un raid terroriste commis entre le 15 janvier et le 26 juin 1972 à Bruchmühlbach-Miesau, dans une base aérienne américaine au moment où celles de l'OTAN ont vocation à devenir terrain d’exercice. Le stock, traçable grâce à ses numéros de série, sera aussi utilisé à Vienne contre l'OPEP, à La Haye et au Drustore Publicis ,. Les grenades sont également découvertes le 26 juin 1972 au domicile d'un certain Hannes K, qui reconnait avoir eu des contacts avec des « organisations palestiniennes », ainsi que divers membres de la Fraction armée rouge, mais seulement après son démantèlement, et un autre groupe ayant pris sa suite, les Revolutionäre Zellen, dont un certain Joahnnes N dirige la branche internationale. D'autres grenades M26 provenant du même vol avaient déjà servi au braquage commis dans une banque de Hambourg en août 1973 et attribué aux RZ, d'autre étant retrouvées en février 1974 lors de perquisitions chez des membres supposés des RZ, puis en 1978 dans une cache d'armes attribuée à cette même organisation.
Entre-temps, Carlos est parti à Alger, où il s'accorde quelques vacances, avant de rentrer à Aden, au Yémen, afin de rédiger son rapport pour Waddi Haddad, qui lui reproche d’avoir rendu inopérants les projets et contacts du FPLP (Front populaire de libération de la Palestine) en Europe à cause de la fusillade de la rue Toullier, mais qui se dit que la notoriété médiatique de Carlos peut en revanche servir différemment son mouvement.
Avec Weinrich, Magdalena Kopp est impliquée en 1975 dans l'attaque ratée contre un avion israélien à l'aéroport de Paris, puis en décembre 1975 dans l'opération contre l'OPEP à Vienne. Après la Prise d'otage d'Entebbe de juin 1976, Weinrich et Gerd-Hinrich Schnepel remplacent Wilfried Böse, mort à Entebbe, à la tête des RZ, et avec Kopp décident de continuer la lutte essentiellement à l’échelle internationale. 
Magdalena Kopp retrouve alors Carlos au Yémen, où elle a été envoyée par les RZ pour s’entraîner à la guérilla. Après 4 semaines d'entraînement, les allemands rentrent chez eux, sauf Hans-Joachim Klein dont le visage et l’identité sont connus des polices européennes depuis la prise d'otages contre l'OPEP. Le 26 avril 1977, Klein, depuis un hôtel de Milan, écrit une lettre au magazine allemand Der Spiegel. Il joint à la lettre son revolver pour prouver sa démission du terrorisme et déclare disposer du soutien de « quelqu’un » pour l'aider à se cacher. Dans le magazine Pflasterstrand, ce « quelqu’un » répond et met en garde ceux qui voudraient éliminer Klein, obligeant Schnepel, leader des RZ depuis la mort de Böse, à répondre qu'il n’est pas dans les habitudes des RZ de donner des informations à la police.
Pendant ce temps, Kopp s'installe en France et rejoint la cellule Boudia dirigée par Ilich Ramírez Sánchez, dit « Carlos », qui devient son amant. À l'hiver 1976-1977, Kopp et Weinrich débarquent chez Hans-Joachim Klein sans prévenir, l’informant qu’ils ont besoin de lui, alors qu'il est passé au Mouvement du 2 juin. Il leur annonce, de manière allusive, sa décision de quitter le terrorisme. 
En décembre 1977, Kopp arrive à Alger. Elle est reçue par Weinrich, qui l’attend dans une Mercedes avec chauffeur. Ils y retrouvent Carlos. Kopp a amené du matériel photographique et de quoi faire des faux passeports pour Waddi Haddad. Ne voulant pas s’éloigner trop longtemps de sa fille, et souhaitant continuer à vivre dans la légalité, elle rentre à Francfort le même mois.
Waddi Haddad meurt d’une leucémie le 1er avril 1978, une opportunité pour Carlos de reprendre du service, écarté par Haddad qui ne lui faisait pas confiance. Il décide alors de retourner à Bagdad où il devient terroriste à gages pour des services secrets de la région et où Waddi Haddad a droit à des funérailles d’État. Mais Khaled Djihad, son garde du corps, était en fait un informateur du BKA allemand. Celui-ci, amoureux d’une ex des camps d'entraînement au Yémen, emprisonnée en Allemagne, donnait en effet des informations en échange de sa libération. En Allemagne, Hermann Josef Feiling, formé au terrorisme dans les camps yéménites avec Carlos, prépare un attentat en juin 1978 contre la dictature argentine, mais la bombe lui éclate entre les jambes. Il survit à l'explosion et la police parvient à le faire parler. Il livre de nombreux détails grâce auxquels la police découvre par la suite de nombreuses caches d’armes. Gabriele Kröcher-Tiedemann est arrêtée en Suisse. Quelques semaines plus tard, une interview de Klein dans Der Spiegel évoque les soupçons qui pèsent sur son rôle et un projet de livre dans lequel il viderait son sac.
Fin 1978, Kopp se rend à Bagdad via Prague, où Carlos a vécu un temps sous la protection des services de renseignement irakiens. La première des missions confiées à Kopp est de se rendre à l’Île Maurice pour voler des passeports à des touristes sud-africains. Une fois sur place, elle s’amourache d’un animateur de camps de vacances et revient finalement sans passeports, le 3 janvier 1979. 
Le 16 février 1982, elle est arrêtée à Paris par la police française avec le terroriste Bruno Bréguet dit « Luca ». Ce dernier tente d'ouvrir le feu sur un policier qui demande les papiers de leur Peugeot mal garée sur l'avenue George-V, mais il omet de retirer la sécurité de son arme et est capturé, tout comme Magdalena Kopp, prise un pâté de maisons plus loin alors qu'elle essaie de fuir. Dans le véhicule sont saisis deux bouteilles de gaz, cinq kilos de penthrite, un explosif destiné à l'usage exclusif de la marine française, ainsi que des schémas détaillés de divers endroits, ce qui permet à la police de déterminer qu'ils projetaient une attaque contre le bureau parisien du journal libanais Al Watan al Arabi situé rue Marbeuf et de saisir plusieurs faux passeports par la même occasion.

### Incarcération
Le 24 mai 1982, Kopp est condamnée à quatre ans de prison. Le « commando Mohammed Boudia » lance alors plusieurs attaques terroristes visant à obtenir sa libération et celle de Bréguet. Kopp est libérée le 4 mai 1985 à la suite d'une remise de peine pour bonne conduite et expulsée vers la RFA, où elle est de nouveau détenue et interrogée, cette fois par la police allemande. Elle est finalement remise en liberté et moins d'un mois après s'installe à Damas, en Syrie, où elle retrouve Carlos qu'elle épouse la même année.

### Vie postérieure
Le 17 août 1986, elle donne naissance à sa deuxième fille, Elba Rosa Ramirez Kopp. En 1990, alors que la Syrie s'est ralliée aux États-Unis dans la 1ère guerre du Golfe, la famille est priée de quitter le pays. Kopp et Carlos passent en Libye, mais on rejette leur visa de séjour et ils doivent retourner en Syrie brièvement où ils décident alors de se séparer : elle se rend au Venezuela avec sa fille grâce à de faux papiers, il se rend au Soudan avec un passeport diplomatique. Elle s'installe quelques mois à Valencia (Venezuela) auprès de la famille de son mari, jusqu'à ce que la presse vénézuélienne fasse de nombreuses références à sa personne et à son passé terroriste. Kopp entame alors des démarches pour retourner en Allemagne et constate à cette occasion que le gouvernement ne fait plus peser de charges contre elle. Elle revient donc librement en Allemagne avec sa fille et se retire de la vie politique dans sa ville natale de Neu-Ulm. En 2007, elle publie ses mémoires dans lesquels elle revient de façon critique sur son engagement dans la lutte armée.

## Publications
- 2007 : Die Terrorjahre. Mein Leben an der Seite von Carlos (Les Années de terreur, ma vie avec Carlos), DVA, Munich  (ISBN 978-3-421-04269-9)
- 2015 : participation à Revolutionäres Archiv de Jochem Hendricks, Éditions de la librairie Walther König, Cologne  (ISBN 978-3-86335-506-7)

## Filmographie
- 2010 : Dans Carlos ou Le Prix du chacal d'Olivier Assayas, le rôle de Magdalena Kopp est interprété par Nora von Waldstätten.
- 2012 : Nadav Schirmann, In the Darkroom (Die Frau des Schakals, titre allemand), documentaire, Allemagne-Israël-Finlande-Roumanie-Italie, 90 min Diffusé sur Arte le 18 février 2015 sous le titre Elle était la femme de Carlos[6].